# گودلتسویل (تنسی)
گودلتسویل(به انگلیسی: Goodlettsville) شهری در ایالت تنسی کشور ایالات متحده آمریکا است که جمعیت آن در سرشماری سال ۲۰۱۰ میلادی، ۱۵٬۹۲۱ نفر بوده‌است.